# Женска фудбалска репрезентација Русије
Женска фудбалска репрезентација Русије (рус. Женская сборная России по футболу) је национални фудбалски тим који представља Русију на међународним такмичењима и под контролом је Фудбалског савеза Русије (рус. Российский футбольный союз), владајућег тела за фудбал у Русији.
Јуриј Красножан је заменио Елену Фомину на месту тренера тима у децембру 2020.
Русија се квалификовала за два светска првенства, 1999, 2003. године и пет европских првенстава одржаних 1997, 2001, 2009, 2013. и 2017. године.
Као и мушки тим, женска репрезентација Русије је директни наследник женских репрезентација ЗНД и СССР-а.
Дана 28. фебруара 2022. године, због руске инвазије на Украјину 2022. и у складу са препоруком Међународног олимпијског комитета (МОК), ФИФА и УЕФА суспендовале су учешће Русије, укључујући и Европско првенство за жене УЕФА 2022. Руска фудбалска унија је безуспешно уложила жалбу на забране ФИФА и УЕФА Суду за спортску арбитражу, који је потврдио забране.

## Историја
СССР (који је у током расформиравања државе био познат под именом Заједница независних држава) стигао је до четвртфинала Европског првенства за жене 1993. у свом једином покушају, а Русија је то требало да одигра две године касније, при чему су оба тима изгубила од репрезентације Немачке у две утакмице. Док су се 1997. године директно квалификовали за финални турнир, али су по једном поражени од Шведске, Француске (коју су победили у припремним утакмицама) и Шпаније. Међутим, биле су међу шест европских репрезентација које су се квалификовале за Светско првенство у фудбалу за жене 1999. захваљујући двема победама у плеј-офу против Финске резултатом 2 : 1, а победе над Јапаном и Канадом донеле су им четвртфинале, где су изгубиле од другопласиране репрезентације Кине.

## Такмичарски рекорд

### Светско првенство за жене
| Светско првенство у фудбалу за жене − резултати | Светско првенство у фудбалу за жене − резултати | Светско првенство у фудбалу за жене − резултати | Светско првенство у фудбалу за жене − резултати | Светско првенство у фудбалу за жене − резултати | Светско првенство у фудбалу за жене − резултати | Светско првенство у фудбалу за жене − резултати | Светско првенство у фудбалу за жене − резултати | Светско првенство у фудбалу за жене − резултати |                                            | Квалификациони резултати                   | Квалификациони резултати                   | Квалификациони резултати                   | Квалификациони резултати                   | Квалификациони резултати                   | Квалификациони резултати                   | Квалификациони резултати |
| Година                                          | Резултат                                        | Ута                                             | Поб                                             | Нер*                                            | Изг                                             | ГД                                              | ГП                                              | ГР                                              | Ута                                        | Поб                                        | Нер*                                       | Изг                                        | ГД                                         | ГП                                         | ГР                                         |                          |
| 1991                                            | Нису учествовале                                | Нису учествовале                                | Нису учествовале                                | Нису учествовале                                | Нису учествовале                                | Нису учествовале                                | Нису учествовале                                | Нису учествовале                                | Европско првенство у фудбалу за жене 1991. | Европско првенство у фудбалу за жене 1991. | Европско првенство у фудбалу за жене 1991. | Европско првенство у фудбалу за жене 1991. | Европско првенство у фудбалу за жене 1991. | Европско првенство у фудбалу за жене 1991. | Европско првенство у фудбалу за жене 1991. |                          |
| 1995                                            | Нису се квалификовале                           | Нису се квалификовале                           | Нису се квалификовале                           | Нису се квалификовале                           | Нису се квалификовале                           | Нису се квалификовале                           | Нису се квалификовале                           | Нису се квалификовале                           | Европско првенство у фудбалу за жене 1995. | Европско првенство у фудбалу за жене 1995. | Европско првенство у фудбалу за жене 1995. | Европско првенство у фудбалу за жене 1995. | Европско првенство у фудбалу за жене 1995. | Европско првенство у фудбалу за жене 1995. | Европско првенство у фудбалу за жене 1995. |                          |
| 1999                                            | Четвртфинале                                    | 4                                               | 2                                               | 0                                               | 2                                               | 10                                              | 5                                               | +5                                              | 8                                          | 6                                          | 0                                          | 2                                          | 19                                         | 11                                         | +8                                         |                          |
| 2003                                            | Четвртфинале                                    | 4                                               | 2                                               | 0                                               | 2                                               | 6                                               | 9                                               | −3                                              | 6                                          | 3                                          | 2                                          | 1                                          | 10                                         | 6                                          | +4                                         |                          |
| 2007                                            | Нису се квалификовале                           | Нису се квалификовале                           | Нису се квалификовале                           | Нису се квалификовале                           | Нису се квалификовале                           | Нису се квалификовале                           | Нису се квалификовале                           | Нису се квалификовале                           | 8                                          | 6                                          | 0                                          | 2                                          | 24                                         | 9                                          | +15                                        |                          |
| 2011                                            | Нису се квалификовале                           | Нису се квалификовале                           | Нису се квалификовале                           | Нису се квалификовале                           | Нису се квалификовале                           | Нису се квалификовале                           | Нису се квалификовале                           | Нису се квалификовале                           | 8                                          | 6                                          | 1                                          | 1                                          | 30                                         | 6                                          | +24                                        |                          |
| 2015                                            | Нису се квалификовале                           | Нису се квалификовале                           | Нису се квалификовале                           | Нису се квалификовале                           | Нису се квалификовале                           | Нису се квалификовале                           | Нису се квалификовале                           | Нису се квалификовале                           | 10                                         | 7                                          | 1                                          | 2                                          | 19                                         | 18                                         | +1                                         |                          |
| 2019                                            | Нису се квалификовале                           | Нису се квалификовале                           | Нису се квалификовале                           | Нису се квалификовале                           | Нису се квалификовале                           | Нису се квалификовале                           | Нису се квалификовале                           | Нису се квалификовале                           | 8                                          | 4                                          | 1                                          | 3                                          | 16                                         | 13                                         | +3                                         |                          |
| 2023                                            | Искључена од ФИФА                               | Искључена од ФИФА                               | Искључена од ФИФА                               | Искључена од ФИФА                               | Искључена од ФИФА                               | Искључена од ФИФА                               | Искључена од ФИФА                               | Искључена од ФИФА                               | Искључена током квалификација              | Искључена током квалификација              | Искључена током квалификација              | Искључена током квалификација              | Искључена током квалификација              | Искључена током квалификација              | Искључена током квалификација              |                          |
| Укупно                                          | 2/9                                             | 8                                               | 4                                               | 0                                               | 4                                               | 16                                              | 14                                              | +2                                              | 48                                         | 32                                         | 5                                          | 11                                         | 118                                        | 63                                         | +55                                        |                          |

*Означава нерешене мечеве укључујући и нокаут мечеве за које је одлучено извођењем пенала.

### Европско првенство у фудбалу за жене
| Европско првенство у фудбалу за жене − резултати | Европско првенство у фудбалу за жене − резултати | Европско првенство у фудбалу за жене − резултати | Европско првенство у фудбалу за жене − резултати | Европско првенство у фудбалу за жене − резултати | Европско првенство у фудбалу за жене − резултати | Европско првенство у фудбалу за жене − резултати | Европско првенство у фудбалу за жене − резултати |                  | Квалификациони резултати | Квалификациони резултати | Квалификациони резултати | Квалификациони резултати | Квалификациони резултати | Квалификациони резултати | Квалификациони резултати |
| Година                                           | Резултат                                         | Ута                                              | Поб                                              | Нер*                                             | Изг                                              | ГД                                               | ГП                                               | ГР               | Ута                      | Поб                      | Нер*                     | Изг                      | ГД                       | ГП                       | ГР                       |
| 1984 to 1989                                     | Није постојала                                   | Није постојала                                   | Није постојала                                   | Није постојала                                   | Није постојала                                   | Није постојала                                   | Није постојала                                   | Није постојала   | Није постојала           | Није постојала           | Није постојала           | Није постојала           | Није постојала           |                          |                          |
| 1991                                             | Није учествовала                                 | Није учествовала                                 | Није учествовала                                 | Није учествовала                                 | Није учествовала                                 | Није учествовала                                 | Није учествовала                                 | Није учествовала | Није учествовала         | Није учествовала         | Није учествовала         | Није учествовала         | Није учествовала         |                          |                          |
| 1993                                             | Није се квалификовала                            | Није се квалификовала                            | Није се квалификовала                            | Није се квалификовала                            | Није се квалификовала                            | Није се квалификовала                            | Није се квалификовала                            | 6                | 3                        | 2                        | 1                        | 7                        | 9                        |                          |                          |
| 1995                                             | Није се квалификовала                            | Није се квалификовала                            | Није се квалификовала                            | Није се квалификовала                            | Није се квалификовала                            | Није се квалификовала                            | Није се квалификовала                            | 8                | 4                        | 2                        | 2                        | 9                        | 9                        |                          |                          |
| 1997                                             | Групна фаза                                      | 3                                                | 0                                                | 0                                                | 3                                                | 2                                                | 6                                                | 6                | 3                        | 2                        | 1                        | 10                       | 3                        |                          |                          |
| 2001                                             | Групна фаза                                      | 3                                                | 0                                                | 1                                                | 2                                                | 1                                                | 7                                                | 6                | 6                        | 0                        | 0                        | 19                       | 4                        |                          |                          |
| 2005                                             | Није се квалификовала                            | Није се квалификовала                            | Није се квалификовала                            | Није се квалификовала                            | Није се квалификовала                            | Није се квалификовала                            | Није се квалификовала                            | 10               | 5                        | 2                        | 3                        | 23                       | 12                       |                          |                          |
| 2009                                             | Групна фаза                                      | 3                                                | 0                                                | 0                                                | 3                                                | 2                                                | 8                                                | 10               | 7                        | 1                        | 2                        | 29                       | 11                       |                          |                          |
| 2013                                             | Групна фаза                                      | 3                                                | 0                                                | 2                                                | 1                                                | 3                                                | 5                                                | 12               | 8                        | 2                        | 2                        | 34                       | 7                        |                          |                          |
| 2017                                             | Групна фаза                                      | 3                                                | 1                                                | 0                                                | 2                                                | 2                                                | 5                                                | 8                | 4                        | 2                        | 2                        | 14                       | 9                        |                          |                          |
| 2022                                             | Дисквалификована                                 | Дисквалификована                                 | Дисквалификована                                 | Дисквалификована                                 | Дисквалификована                                 | Дисквалификована                                 | Дисквалификована                                 | 12               | 9                        | 1                        | 2                        | 24                       | 6                        |                          |                          |
| Укупно                                           | 6/13                                             | 15                                               | 1                                                | 3                                                | 11                                               | 10                                               | 31                                               | 78               | 49                       | 14                       | 15                       | 169                      | 70                       |                          |                          |

*Означава нерешене мечеве укључујући и нокаут мечеве за које је одлучено извођењем пенала.

#### Куп Алгарве у фудбалу за жене
Куп Алгарвеа је фудбалски турнир по позиву за женске репрезентације, чији је домаћин Фудбалски савез Португалије (ФПФ). Куп се држава сваке године у региону Алгарве у Португалији и то од 1994. године, један је од најпрестижнијих и најдуговјечнијих међународних фудбалских догађаја за жене и добио је надимак „Мини ФИФА Светско првенство за жене“.
| Година    | Резултат         | Утакмица         | Победа           | Нерешено         | Изгубљене        | ГД               | ГП               |
| --------- | ---------------- | ---------------- | ---------------- | ---------------- | ---------------- | ---------------- | ---------------- |
| 1994–1995 | Нису учествовале | Нису учествовале | Нису учествовале | Нису учествовале | Нису учествовале | Нису учествовале | Нису учествовале |
| 1996      | 5.               | 4                | 1                | 1                | 2                | 3                | 6                |
| 1997–2013 | Нису учествовале | Нису учествовале | Нису учествовале | Нису учествовале | Нису учествовале | Нису учествовале | Нису учествовале |
| 2014      | 9.               | 4                | 2                | 0                | 2                | 7                | 6                |
| 2015      | Нису учествовале | Нису учествовале | Нису учествовале | Нису учествовале | Нису учествовале | Нису учествовале | Нису учествовале |
| 2016      | 6.               | 4                | 1                | 1                | 2                | 1                | 8                |
| 2017      | 8.               | 4                | 1                | 0                | 3                | 3                | 12               |
| 2018      | 12.              | 4                | 0                | 0                | 4                | 2                | 9                |
| Укупно    | 5/25             | 20               | 5                | 2                | 13               | 16               | 41               |

- Куп Албена: Шампионке 1999, 2001, 2004